# 山田雅樹
MASAKI（山田 雅樹）（やまだ まさき、1964年2月17日 - ）は、日本のボーカリスト。北海道出身。かつてヘヴィメタルバンド・FLATBACKER（E・Z・O）とLOUDNESSに所属していた。LOUDNESS加入初期には本名の山田雅樹と名乗っていたこともあるが、現在も含めてほとんどの活動期間においてMASAKI名義を用いている。北海道札幌開成高等学校卒業。

## 来歴
1982年、北海道札幌市で「FRATVACKER」を結成。1985年、バンド名をFLATBACKERに変更。アルバム『戦争 -アクシデント-』でメジャー・デビュー。1986年に渡米し、世界規模の活動を開始する。この時にバンド名をE・Z・Oに改名し、アミューズに移籍。1990年にE・Z・Oは解散。
1992年、LOUDNESSにマイク・ヴェセーラの後任として加入。芸名を本名の山田雅樹に改める。1993年 5月にLOUDNESSを脱退すると発表していたが、11月に樋口宗孝に説得され撤回（しかしその樋口は翌月12月に脱退を発表）。また、この頃に芸名をMASAKIに戻す。2000年、高崎晃がオリジナルLOUDNESSの復活を宣言し、LOUDNESSを脱退する。この件については2007年の高崎晃のインタビューによると、「当時の第4期LOUDNESSの状況が芳しくなかった為にオリジナルメンバーでの活動を再開しようと考えていたところ、同時期に山田からもオリジナルメンバーでの活動を薦められた」とある。
1997年にGOROとバンドDENGEKIを結成し、ニューヨークを拠点として2002年まで活動。
2001年にボーカリストAyaがソロとして始めようとしていたプロジェクトFiRESiGNに作曲、バックグラウンドボーカル、ベーシストとして参加。ニューヨークを拠点として活動し、2012年6月には来日公演を行う（札幌、横須賀、大阪）。2019年11月、FiRESiGN活動休止。